# ヒロヒダタケ
ヒロヒダタケ（広襞茸、学名: Megacollybia clitocyboidea）は枯れ木に生える灰色の中型のキノコである。長年本種はキシメジ科に属すとされてきたが、2006年に公的にホウライタケ科に属すことが認められた。ポロテレウム科に属すとする書籍も存在する。和名の由来は、傘裏のヒダが粗く間隔が広いことから名付けられている。地方により、アラメ（秋田県）、カレッコモタシ（山形県）の地方名でもよばれる。従来食用にされてきたが、食毒性が指摘されている。

## 分布・生態
北半球暖温帯以北の広葉樹の腐木とその近くに分布。
腐生菌。夏から中秋にかけて、ナラ、コナラ、ブナ、クヌギなどの広葉樹林の枯れ木、倒木、切り株や、その周辺の地面に、単生、群生する。ただし、必ずしも毎年発生するとは限らない。
ヨーロッパでは春5月頃から発生し、日本産のものより大型である。また発生する材は、日本産のもののほうが、より腐朽の程度が進んだものに発生している。これらの観点から、日本産のものは別種の可能性があることも指摘されている。

## 形態
子実体は傘と柄からなる。傘の径は4 - 15センチメートル (cm) 。最初は丸山形か半球形のちに饅頭形で、やがて中高の扁平形に開き、その後中央が窪んだ杯状となる。傘の表面は、淡褐色から暗褐色、あるいは灰色から黒褐色で平滑、放射状の繊維状紋に覆われ、徐々に黒っぽくなる。傘の裏側のヒダはその名の通り幅が広く疎で、白色で湾生から上生し、ヒダの縁はしばしば暗褐色に縁取られる。
柄の高さは7 - 12 cmで、直径は1 - 2 cmである。棒状か下方で、やや太く、表面は傘と同色から淡色。柄は丈夫でかたく、表面は繊維状、根元に白色の菌糸束がある。頂部は粉状で、その下方は条線や細鱗片に覆われ、中実から中空。肉は白色で、無味無臭。
菌糸にクランプがある。胞子は7 - 10 × 5.5 - 7.5マイクロメートル (μm) で球形かそれに近い形で、非アミロイド性。

## 食用・毒性
しっかりした肉質で歯触りが良く、味もキノコの中で美味しいとされ、食べる場合は湯がいて下処理をしてから、鉄板焼き、すき焼き、バター炒め、天ぷら、けんちん汁、すまし汁などに合うといわれる。
その一方で、日本では従来食用とされてきたが、北アメリカで腹痛と下痢をともなう中毒が報告されている。また日本産のものでも正式な報告はないが中毒例があるといわれており、食用にすべきではないという意見もある。生でも茹でても毒性は変わらず、中毒症状として猛烈な嘔吐、下痢、腹痛などの胃腸系の毒性が考えられている。